# Oxira festiva
Oxira festiva är en fjärilsart som beskrevs av Ignaz Schiffermüller 1775. Oxira festiva ingår i släktet Oxira och familjen nattflyn. Inga underarter finns listade i Catalogue of Life.